# Sonho de Amor
Sonho de Amor é uma telenovela brasileira co-produzida e exibida pela RecordTV e pela TV Rio (no Rio de Janeiro) entre 13 de abril e 3 de julho de 1964, às 17h30, substituindo João Pão e sendo substituída por Vitória. Escrita por Nelson Rodrigues e dirigida por Sérgio Britto. Para driblar os censores da ditadura militar, Nelson mentiu que a novela era uma adaptação de O Tronco do Ipê, de José de Alencar (já que Alencar era parente do então presidente Castelo Branco e ninguém ousaria impedir), porém na verdade ele só pegou o mote da morte do pai do protagonista e escreveu uma outra história em cima.

## Enredo
Fernando salva Camila de um atropelamento e os dois se apaixonam instantaneamente. Porém Fernando descobre que a moça é filha de Joaquim, ex-sócio de seu pai a quem ele acredita ter matado para ficar com os negócios. Enquanto tenta resistir ao amor, ele busca uma forma de se vingar, mas essa frieza aproxima Camila de Rafael.

## Elenco
| Ator/Atriz           | Personagem           |
| -------------------- | -------------------- |
| Fernanda Montenegro  | Camila Freitas       |
| Ítalo Rossi          | Fernando Vasconcelos |
| Sérgio Britto        | Rafael               |
| Sadi Cabral          | Joaquim Freitas      |
| Zilka Salaberry      | Zizi Vasconcelos     |
| Maria Esmeralda      | Isabel               |
| Marilena de Carvalho | Chica                |
| Aldo de Maio         | Sérgio               |